# Mihály Iváncsics
Mihály Iváncsics, né le 2 novembre 1890 à Budapest, où il est mort le 28 janvier 1959, était un footballeur et arbitre hongrois. Il eut une carrière de footballeur dans les clubs de KSC, de Budai 33 FC et de Törekvés. 

## Carrière
Débutant en 1915, il est arbitre international dès 1924. Il est arbitre de touche lors de la finale de la Coupe du monde de football de 1934. Il arrêta sa carrière internationale en 1935. Il a officié dans une compétition majeure  : 
- JO 1924 (1 match)